# Philippa de Lancastre
Titre
Reine consort de Portugal
11 février 1387 – 19 juillet 1415
(28 ans, 5 mois et 8 jours)
Signature
Philippa de Lancastre (31 mars 1360 – 19 juillet 1415) est la fille de Jean de Gand, duc de Lancastre et de Blanche de Lancastre. Par son mariage en 1387 avec le roi Jean Ier de Portugal, elle devint reine de Portugal.

## Biographie

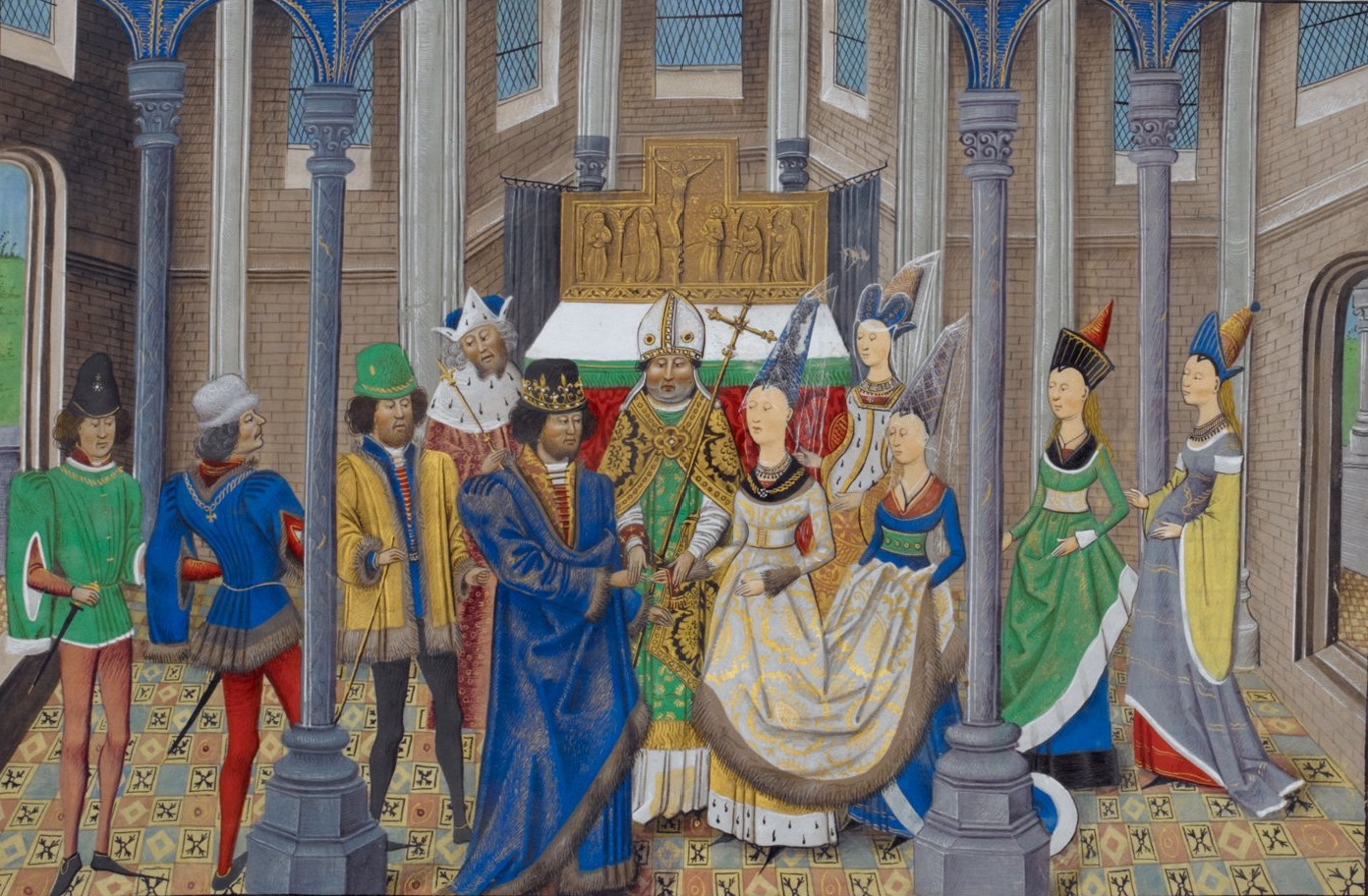
Le mariage de Philippa et de Jean de Portugal.

Philippa de Lancastre était la fille de Jean de Gand, duc de Lancastre et de Blanche de Lancastre. Son frère devint le roi Henri IV d'Angleterre. Elle épousa à Porto le 11 février 1387 Jean Ier de Portugal. Cette alliance cimenta le traité anglo-portugais conclu l'année précédente. Elle apporta aussi à la cour du Portugal les manières anglaises.
De cette union naquirent :
- Blanche de Portugal (1388-1389) ;
- Alphonse de Portugal (1390-1400) ;
- Édouard Ier (1391-1438), roi de Portugal ;
- Pierre de Portugal (1392-1449), Ier duc de Coimbra, en 1428 il épousa Isabelle d'Urgell (1409-1443) ;
- Henri de Portugal, Ier duc de Viseu (1394-1460) dit « Le Navigateur » ;
- Isabelle de Portugal (1397-1471), elle épousa Philippe le Bon, duc de Bourgogne (de Brabant, de Luxembourg, etc.) ;
- Jean de Portugal (1400-1442), il épousa en 1424 Isabelle de Bragance (morte en 1465) ;
- Ferdinand, le Saint Infant (1402-1443), grand maître d'Aviz.

Cette fratrie aux qualités intellectuelles particulières a été surnommée l'« illustre génération » par le poète Luís de Camões.
Cette descendante directe de Fulcois du Perche apporta au Portugal le nom de Lancastre (la rose rouge dans la guerre des Deux-Roses) qui sera repris par un de ses arrière-arrière-petits-fils, Georges de Lancastre (fils naturel du roi Jean II de Portugal) qui le transmit à sa descendance agnatique jusqu'à nos jours (parmi laquelle on trouve les ducs d'Aveiro et de Torres Novas jusqu'en 1715, les ducs d'Abrantès jusqu'en 1733, ainsi que les comtes de Lousã depuis 1765). La maison de Lancastre est actuellement la branche illégitime aînée de la descendance capétienne d'Alphonse III de Portugal, roi dont sont issus tous les Capétiens portugais actuels.

## Ascendance

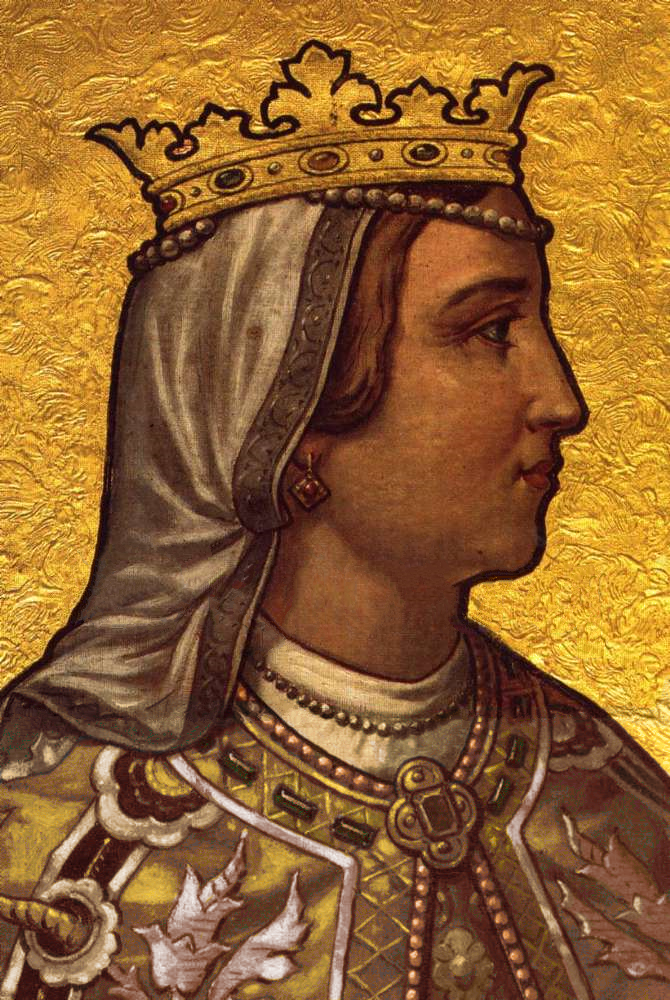
Représentation du XIXe siècle de Philippa de Lancastre, au plafond de la Chambre des rois, Quinta da Regaleira, Sintra, Portugal.